# Uropeltis myhendrae
Espèce
Synonymes
- Silybura nilgherriensis var. myhendrae Beddome 1886
- Silybura myhendrae Beddome, 1886

Statut de conservation UICN

 DD  : Données insuffisantes
Uropeltis myhendrae est une espèce de serpents de la famille des Uropeltidae.

## Répartition
Cette espèce est endémique du sud de l'Inde.

## Publication originale
- Beddome, 1886 : An Account of the Earth-Snakes of the Peninsula of India and Ceylon. Annals and Magazine of Natural History, ser. 5, vol. 17, p. 3-33 (texte intégral).